# تهجية
تهجية الحروف هي تعديدها بأسمائها، وتهجية اللفظة هي تعديد حروفها، أما تهجية الكتاب للمرء فهي تعليمه إياه. التهجي هو تعديد الحروف بأسمائها.
الهجاء بفتح الهاء هو القراءة؛ أما بكسرها فهو تقطيع اللفظة وتمديد حروفها مع حركاتها، ومنه تسمية الحروف بحروف الهجاء والتهجي والتهجية. أما هجاء المرء فهو تعديد عيوبه وهو معروف عند الشعراء.

## مثال
بَرَدَ: بـَ رَ دَ >>> بـَرَدَ يعني بَرَدَ 